# Otar Tusziszwili
Otar Tusziszwili, gruz. ოთარ თუშიშვილი (ur. 14 czerwca 1978 w Gori) – gruziński zapaśnik w stylu wolnym, brązowy medalista olimpijski, wicemistrz świata, trzykrotny brązowy medalista mistrzostw Europy.
Brązowy medalista igrzysk olimpijskich w Pekinie w 2008 roku w kategorii do 66 kg. Wcześniej startował w 2000 roku w Sydney i w 2004 roku w Atenach, zajmując odpowiednio 15. i 21. miejsce. W Londynie w 2012 zajął dwunaste miejsce w kategorii 66 kg.
Trzykrotny medalista mistrzostw świata, zdobywca srebrnego medalu w 2006 roku i dwóch brązowych (2005, 2007) w kategorii do 66 kg.
Trzykrotny brązowy medalista mistrzostw Europy (1999, 2001, 2010), w trzech różnych kategoriach wagowych.
Siódmy w Pucharze Świata w 2007. Trzeci na uniwersjadzie w 2005 i na MŚ juniorów w 1996. Mistrz Europy juniorów w 1996, drugi w 1995 i 1998 roku.